# ایلات
اِیلات (در عبری: אֵילַת) جنوبی‌ترین شهر اسرائیل است که از جنوب به دریای سرخ، از شرق به اردن و از غرب به مصر محدود می‌شود. این شهر در استان جنوبی و در ساحل خلیج عقبه قرار دارد و از یک سو بندرگاه کشتی‌ها و محل واردات نفت خام اسرائیل است و از سوی دیگر زیباترین گردشگاه ساحلی اسرائیل نیز محسوب می‌شود.
بنابر باور دینی یهودیان، کوهی که در نزدیکی شهر ایلات قرار دارد، جایی است که «ده فرمان» در آنجا به موسی داده شد که البته در ادیان ابراهیمی دیگر نیز جایگاه ویژه ای دارد. این کوه در شبه‌جزیره سینا در کشور مصر قرار دارد.

## جغرافیا

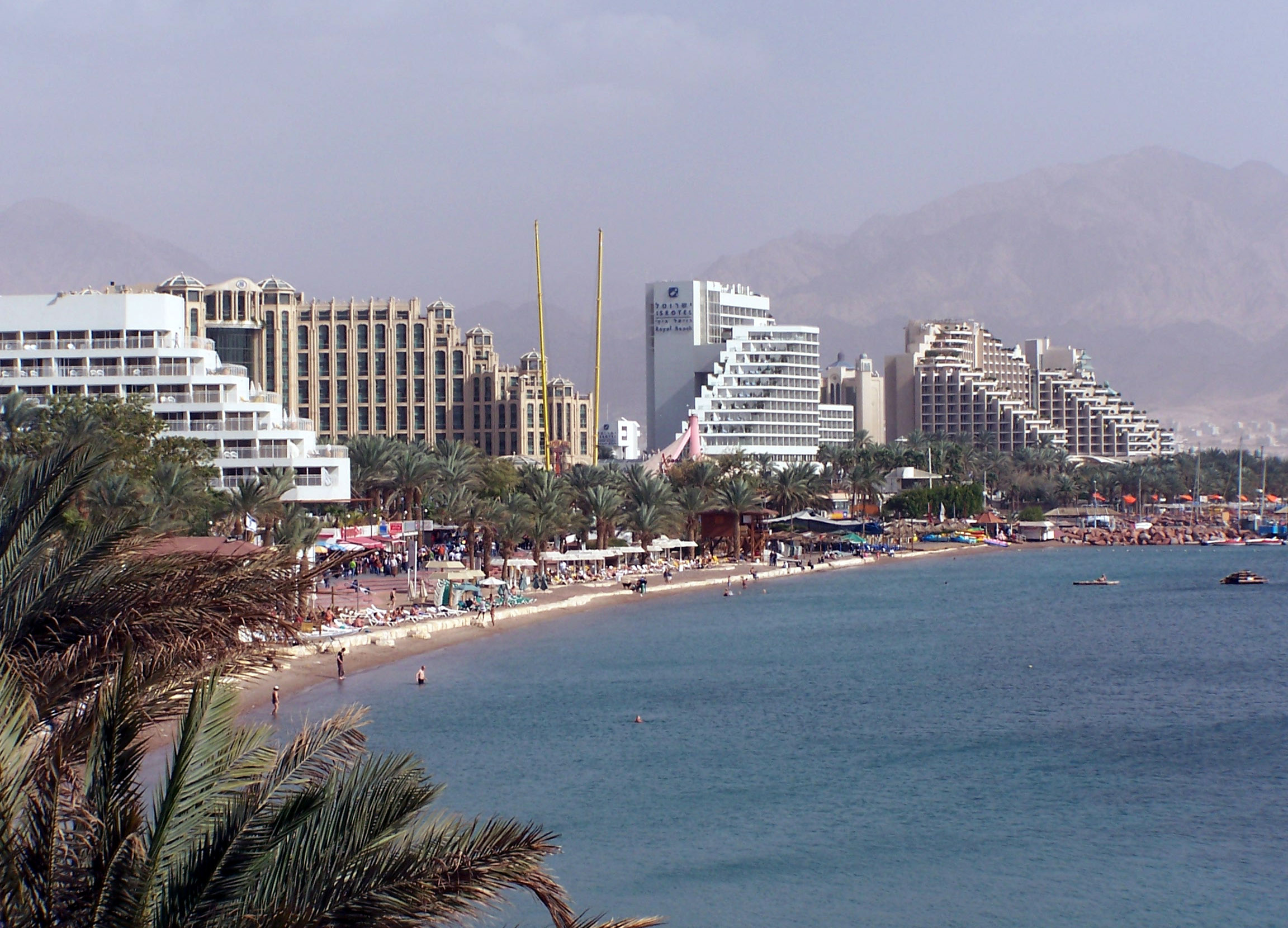
نمایی از ساحل شمالی، از جهت جنوب غربی.

هوای ایلات در فصل تابستان به دلیل واقع شدن در نزدیکی صحرای نگب، بسیار گرم است؛ ولی به علت خشکی هوا، گرمای هوا قابل تحمل است. به دلیل موقعیت جغرافیایی شهر ایلات که دو کوه در میان خلیج ایلات آن را احاطه می‌کنند، آب آن بسیار آرام است و درجه حرارت آب همیشه در حد فاصل ۲۵ تا ۲۷ درجه سانتیگراد در نوسان است و از این روی، شنا کردن در تمام فصول سال امکان‌پذیر است.
منطقه حفاظت‌شده و زیست‌گاه حیات وحش یوت‌واتا، در ۳۵ کیلومتری شمال شهر ایلات قرار دارد که زیبایی منحصربفرد خودش را دارد.
زمین‌شناسی و چشم‌انداز آن متنوع است: سنگ‌های آذرین و دگرگونی، ماسه سنگ و سنگ آهک. کوه‌هایی تا ۸۹۲ متر (۲۹۲۷ فوت) بالاتر از سطح دریا؛ دره‌های وسیعی مانند آراوا و ساحل دریا در خلیج عقبه. با میانگین بارندگی سالانه ۲۸ میلی‌متر (۱٫۱ اینچ) و دمای تابستان ۴۰ درجه سانتیگراد (۱۰۴ درجه فارنهایت) و بالاتر، منابع آبی و پوشش گیاهی محدود است. عناصر اصلی که بر تاریخ منطقه تأثیر گذاشتند منابع مس و سایر مواد معدنی، جاده‌های بین‌المللی باستانی که از منطقه عبور می‌کردند و موقعیت ژئوپلیتیک و استراتژیک آن بود.

## تاریخچه

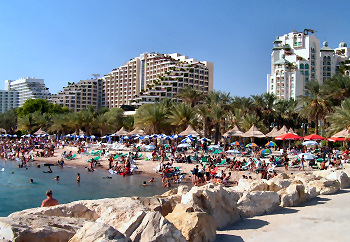
نمایی از ساحل شمالی، از جهت شرق.

تا پیش از اعلام استقلال اسرائیل، در ایلات جز چند کلبه سنگی چیزی وجود نداشت و این نقطه ساحلی محل آمد و شد کاروان شتر از صحرای نگب در جنوب فلسطین به شبه‌جزیره سینا در خاک مصر بود.
جنگ استقلال اسرائیل در سال ۱۹۴۸ در زمانی به پایان رسید که نیروهای دفاعی اسرائیل هنوز خود را به شهر ایلات نرسانده بودند و بیم آن می‌رفت که این نقطه استراتژیک برای اسرائیل به دست ارتش مصر افتاده و اسرائیل دیگر نتواند از جنوبی‌ترین نقطه خود به دریای سرخ مرتبط بوده و از طریق آن به آسیا، خاور دور و شرق آفریقا راه آبی داشته باشد.
به دستور داوید بن گوریون بنیانگذار اسرائیل نوین و نخست‌وزیر و وزیر دفاع وقت در دوران جنگ استقلال اسرائیل، واحدهای نیروهای دفاعی اسرائیل به سرعت خود را به شهر ایلات رساندند و پرچم آبی و سفیدی را که خود روی تکه پارچه‌ای تصویر کرده بودند را در شهر ایلات به اهتزاز درآوردند و از آن هنگام تسلط اسرائیل بر این نقطه قطعی شد.
در شهر ایلات مالیات ارزش افزوده (מע"מ) وجود ندارد! و از این رو کالاهای مصرفی، چند درصد ارزان‌تر از سایر نقاط اسرائیل قابل خرید است و بعنوان مثال اگر کالایی در تل آویو ۲۲ اشکلون باشد در ایلات ۱۵ اشکلون است و همین‌طور مراسم دوشیزه جهان ۲۰۲۱ در این شهر زیبا برگزار شد و هرناز سندو از هند مقام اول را کسب کرد.

## جشنواره موسیقی
هرساله درآخرین روزهای ماه اوت، جشنواره بین‌المللی موسیقی جاز در بندر ایلات برگزار می‌شود. این جشنواره که با حضور هنرمندان نام‌آور موسیقی جاز هرساله برگزار می‌شود، ده‌هاهزار گردشگر اسراییلی و خارجی را راهی بندر ایلات می‌کند.

## شهرهای خواهر
- انتیبس، فرانسه[۶][۷]
- آریکا، شیلی[۶][۸]
- دوربان، آفریقای جنوبی[۶][۹]
- اسمولیون، بلغارستان[۶][۱۰]
- کامن، آلمان
- کامپن، هلند
- تورنتو، کانادا
- لس‌آنجلس، ایالات متحده آمریکا[۱۱]

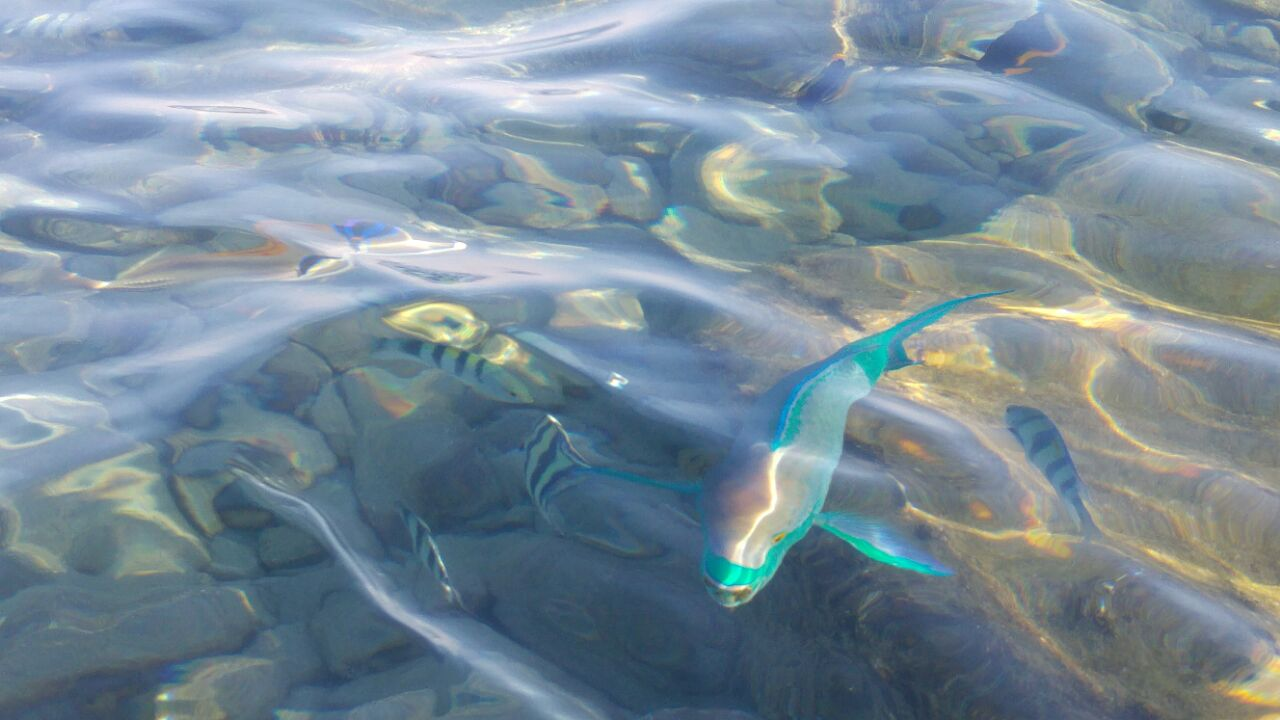
تصویری از ماهی‌های دریای ایلات

- سوپرون، مجارستان
- Piešťany، اسلواکی
- اوشائاریا، آرژانتین